# Aride
Aride (englisch Aride Island, französisch Île  Aride, dt. „trockene Insel“) ist die nördlichste Granitinsel der Seychellen und liegt 10 km nördlich von Praslin. Die Insel hat eine Fläche von 68 ha (0,68 km²) und ist ein Naturschutzgebiet. Aride wird von der Island Conservation Society der Seychellen verwaltet. Die Insel gehört zum Distrikt Grande Anse auf Praslin. Die einzigen Bewohner sind sechs Mitarbeiter des Naturschutzgebiets, die in kleinen Häusern im Süden der Insel wohnen.
Mehr als 1,25 Millionen Seevögel brüten regelmäßig auf Aride, zum Beispiel die weltgrößte Kolonie des Schlankschnabelnoddi, die größte seychellische Population der Rosenseeschwalbe, und die weltgrößte Population des Audubonsturmtauchers. Auch Fregattvögel kommen in großen Mengen vor, brüten aber nicht. Der Seychellen-Rohrsänger wurde 1988 von Cousin aus eingeführt, und seine Population ist nun die größte der Welt, mit über 2000 Paaren. Der Seychellenweber wurde ebenfalls im Jahre 2002 von Cousin aus eingeführt, sowie auch der Seychellendajal von Frégate aus. Die Paradies-Fruchttaube und der Seychellennektarvogel haben Aride auf natürliche Weise wiederbevölkert. Unter den Reptilien sind einige Arten der Skinke zu nennen, drei Gecko-Spezies und drei Arten von (nicht giftigen) Schlangen.
Die Suppenschildkröte und die Echte Karettschildkröte besucht die Strände von Aride häufig.
Auf Aride kommt Rothmannia annae, eine Art der Rötegewächse, endemisch vor.